# João de Castro
Pour les articles homonymes, voir Castro.
João de Castro (Lisbonne, le 27 février 1500 — Goa, le 6 juin 1548) noble allié à la famille royale du Portugal, cartographe et administrateur colonial portugais, fut le 13e gouverneur et capitaine-général et 4e vice-roi de l'Etat portugais de l'Inde (Goa).

## Biographie

### Jeunesse
Secrétaire de la Maison du Roi Manuel Ier de Portugal, il était le fils de Alvaro de Castro, seigneur de Paul de Boquilobo, le chef de la Maison Civile et contrôleur de la ferme de Jean II de Portugal et de Manuel Ier de Portugal; et Leonor de Noronha, fille du 2e comte de Abrantes, João de Almeida, et de Inês de Noronha. 
Il était un disciple de Pedro Nunes et condisciple de l'Infant D. Luis. Il a appris les Lettres par la volonté de son père, mais s'est lancé dans une carrière militaire. Engagé à l'âge de 18 ans à Tanger, où il a servi pendant neuf ans sous le gouverneur Duarte de Menezes, et où il fut adoubé chevalier. D. Duarte a écrit à D. João III, recommandant João de Castro.
De retour au royaume, il resta quelque temps à la Cour. Il a épousé sa cousine, D. Leonor Coutinho, fille de Leonel Coutinho, un noble de la maison de Marialva, et de D. Mécia de Azevedo, fille de Rui Gomes de Azevedo. 
Lorsque le souverain a lancé l'expédition de Tunis pour soutenir Charles Quint (1535), João a accompagné l'infant D. Luis, et s'est distingué d'une manière telle que, avec la victoire, Charles Quint voulut l'adouber chevalier, honneur qu'il récusa, car il l'avait déjà été dans d'autres mains. L'empereur ordonna de donner 2 000 cruzados à chacun des capitaines de l'armada, que D. João de Castro a également rejeté, car il a servi avec l'ambition de la gloire, plutôt que de l'argent. 
À son retour, il a été reçu par le roi D. João III, avec de grandes marques de  considération. Par lettre du 31 janvier 1538, il lui a accordé la commanderie de São Paulo de Salvaterra de l'Ordre du Christ. Il prononça ses vœux  le 6 mars 1538, selon la liste des chevaliers de l'Ordre. Il se retira ensuite dans sa maison, dans la montagne de Sintra, désireux de vivre seul, se consacrant à sa famille et au travail agricole.

### Mission en Inde

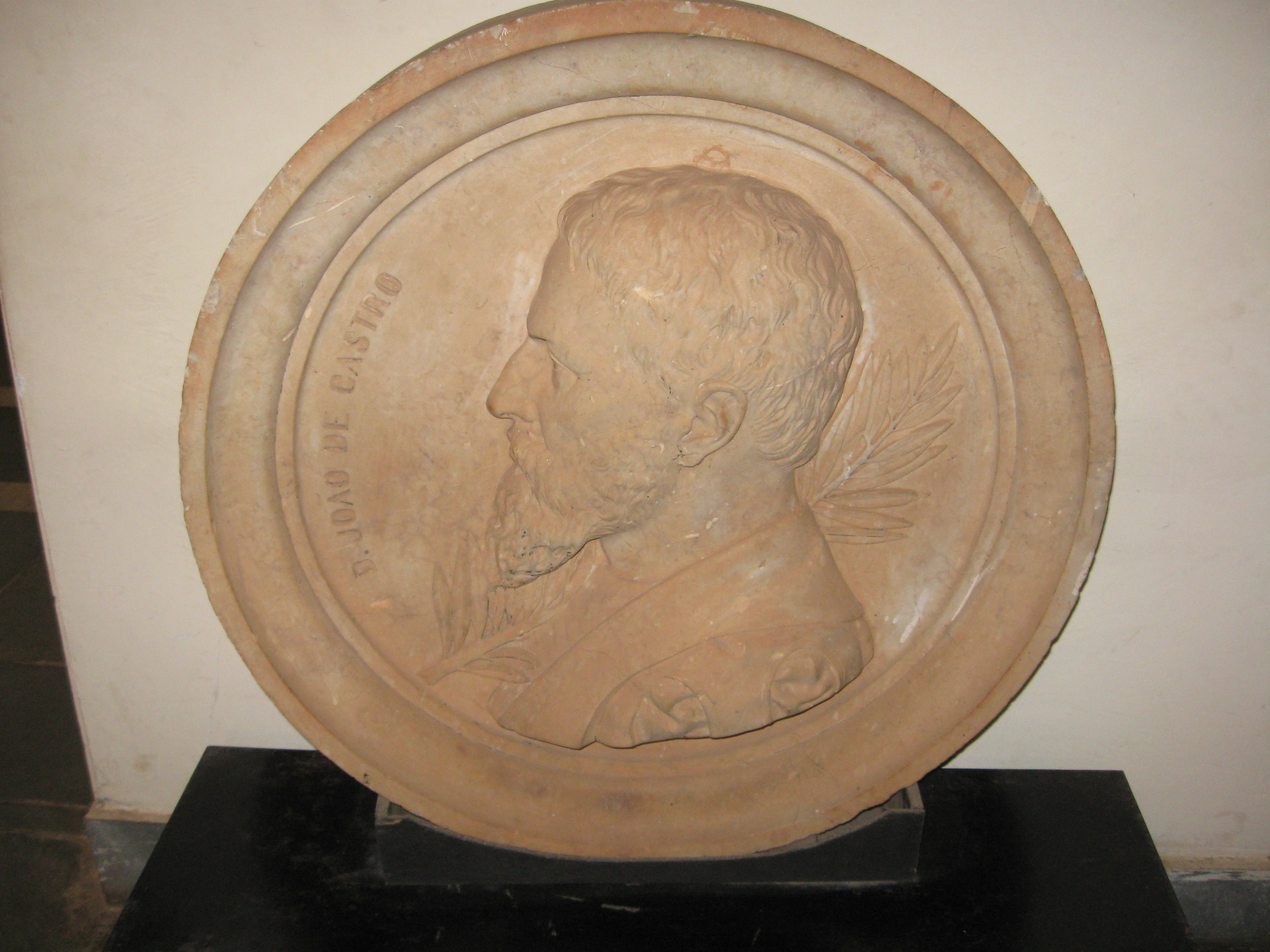
Médaillon représentant João de Castro. Musée de l'État de Goa.

Il part pour sa première mission en Inde portugaise comme simple soldat, en compagnie de son beau-frère Garcia de Noronha nommé vice-roi en remplacement de Nuno da Cunha, selon son biographe Jacinto Freire de Andrade. Il embarque avec son fils Alvaro de Castro, qui n'a que 13 ans. 
La flotte de Garcia de Noronha arrive à Goa après un prospère voyage, et trouve le gouverneur Nuno da Cunha prêt à secourir Diu assiégé par les galères turques, défendu par António da Silveira. João se porte volontaire, mais la retraite des turcs prive Garcia de la victoire.
À la mort de Garcia, Estêvão de Gama lui succéde, et João de Castro l'accompagne pour l'expédition de la Mer Rouge. L'expédition, comprenant 12 navires de haut bord et 60 bateaux d'aviron, part le 31 décembre 1540 avec João de Castro comme commandant d'un galion. Ce voyage vers Suez est remarquable, et João en fait un rapport minutieux, qu'il offre à l'infant D. Luis, et qui a été publié en plusieurs langues. Huit mois plus tard, le 21 août, il revient à Goa.
De retour au Portugal, il a été nommé général de l'armada de la côte en 1543. Il sortit protéger les navires provenant d'Inde contre les pirates qui infestaient la mer. Il réussit à détruire sept navires des corsaires, et rentra avec les navires d'Inde à Lisbonne, reçu avec le plus grand enthousiasme. Quand le roi dut choisir un successeur à Martim Afonso de Sousa, 13e gouverneur d'Inde, il consulta son frère, l'infant D. Luis, qui recommanda la nomination de D. João de Castro. Le roi le convoqua à la Cour d'Évora, et le nomma le 28 février 1545. 
Il partit avec ses deux fils, D. Alvaro et D. Fernando. Il prépara  rapidement son armada, qui se composait de 6 navires et 2 000 hommes. Le navire amiral fut nommé le sao Tomé, d'après l'apôtre de l'Inde, les autres étant commandés par les capitaines D. Jerónimo de Meneses, fils et héritier de Henri, frère du marquis de Vila Real, Jorge Cabral, D. Manuel da Silveira, Simão de Andrade et Diogo Rebelo. L'armada quitta Lisbonne le 24 mars 1545. 
L'armada arriva à Goa au mois de septembre. João dut prendre les armes contre Yusuf Âdil Shâh qui fut défait à deux lieues de la ville de Goa, et contraint de demander la paix. En 1546, la guerre du Diu se termina par la victoire des troupes portugaises.  João écrit aux conseillers de la Chambre de Goa,   sa célèbre lettre du 23 novembre 1546 pour obtenir un prêt pour la reconstruction de la forteresse de Diu, dans laquelle, ne possédant aucun objet de valeur, il mit en gage sa propre moustache. 

### Vice-Roi d'Inde
Après la victoire de Diu,  D. João prit Bardez et Salsette. La renommée de ses prouesses arriva à Lisbonne, et par une lettre du 13 octobre 1547, le roi le nomma vice-roi, étendit son mandat pour une durée de trois ans, lui octroyant une allocation de 10.000 cruzados, et concédant à son fils D. Alvaro le poste de capitaine-major de la mer de l'Inde. Mais ces faveurs arrivèrent trop tard pour que le nouveau vice-roi puisse en profiter. Il tomba gravement malade, et reconnaissant en quelques jours les signes d'une maladie mortelle, il voulut se débarrasser du fardeau du gouvernement. Il appela l'évêque D. Joao de Albuquerque, D. Diogo de Almeida Freire, le Dr Francisco Toscano, le chancelier-en-chef de l'État, Sebastião Lopes Lobato, vérificateur général, et Rodrigo Gonçalves Caminha, contrôleur du trésor, et leur confia la gestion de l'État. 

### La dispute pour les reliques de sa barbe
Il mourut dans les bras de Saint François Xavier. Il fut d'abord enterré dans la chapelle principale du convent aujourd'hui dit de Saint François, avec l'habit et les insignes de chevalier de l'ordre du Christ. En 1576 ses restes furent transférés au couvent de Saint Dominique à Lisbonne. Ensuite, ils furent transférés dans la chapelle privée des Castros, dans le cloître du couvent de Saint Dominique de Benfica, par son petit-fils, l'inquisiteur général et évêque de Guarda, Francisco de Castro. Celui-ci conserva les poils de sa barbe dans une pyramide de cristal. Elle passa ensuite à D. Mariana de Noronha e Castro, qui les légua aux moines du couvent de São Caetano à Lisbonne, aujourd'hui Conservatoire Royal. Mais les membres de la famille contestèrent ce legs. On ne connaît pas la conclusion, mais en 1792 les poils étaient en possession de  António Saldana Castro Albuquerque Vilafria d'après Tomás Caetano do Bem.

## Expériences sur le magnétisme
Pendant ses voyages vers l'Inde, João de Castro fut le premier à remarquer des perturbations locales du champ magnétique au large du Mozambique, puis au large de Vasai le 22 décembre 1538.

## Publications
- Tratado da Sphaera por Perguntas e Respostas e Da Geographia
- Roteiro de Lisboa a Goa (Journal de Lisbonne à Goa) (1538), réédité en 1882 par l'académie des Sciences de Lisbonne.
- Journal de Goa à Diu (1538-1539)
- Roteiro do Mar Roxo (Journal de la Mer Rouge)(1540-1541)
- Uma Enformação que Dom João de Castro, governador da India, mandou a El-Rey Dom João 3º, sobre as demarcações da sua conquista & del Rey de Castella